# Yoshisada Nitta
Yoshisada Nitta (jap. 新田 義貞 Nitta Yoshisada; ur. 1301, zm. 1338) – japoński samuraj.

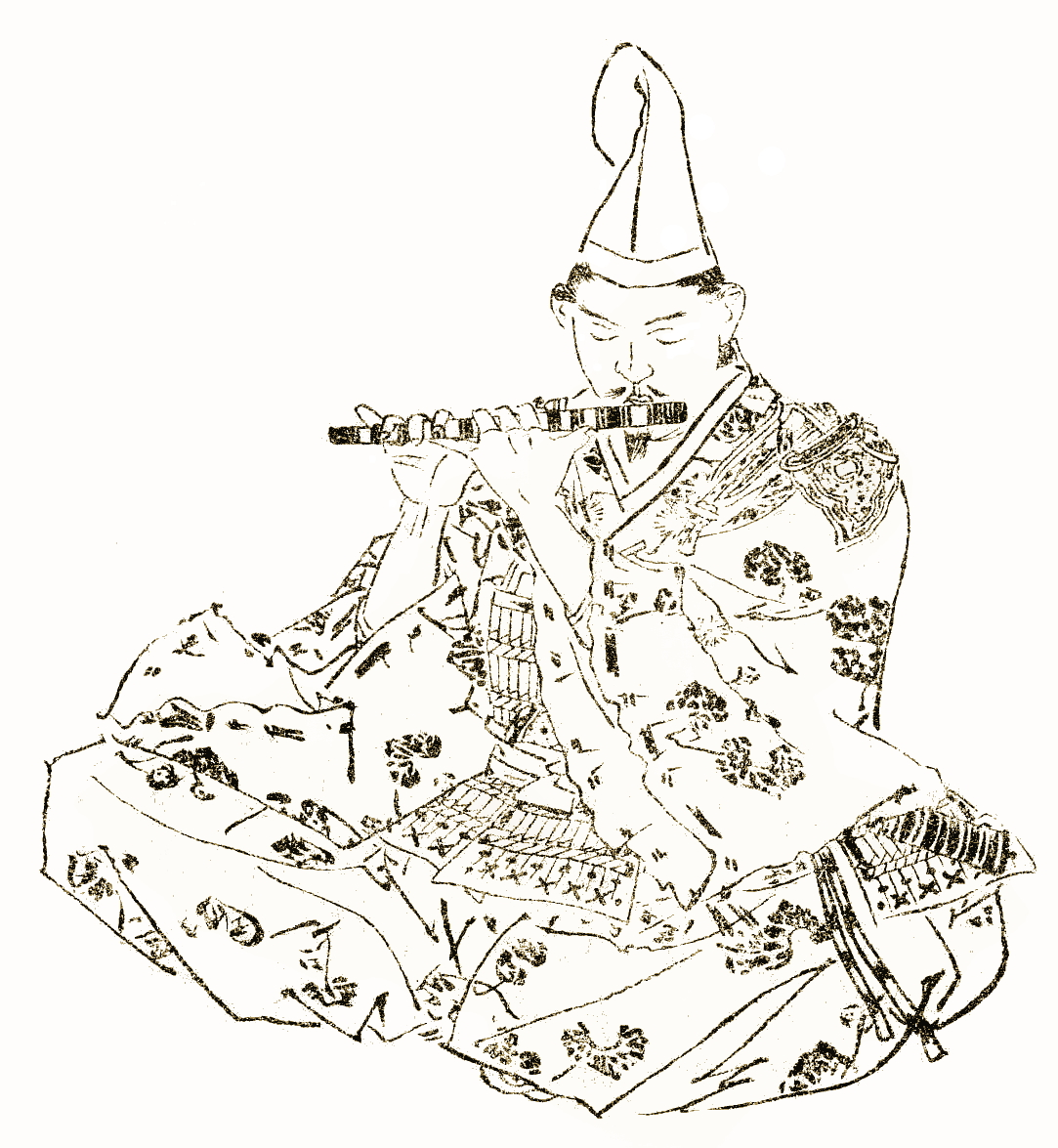
Yoshisada Nitta

Pochodził z prowincji Kōzuke (obecna prefektura Gunma), z rodziny spokrewnionej z klanem Minamoto. Był jedną z czołowych postaci okresu tzw. restauracji Kemmu. Opowiedział się po stronie cesarza Go-Daigo w jego konflikcie o władzę z rodem Hōjō. W 1333 roku poprowadził wierne cesarzowi wojska na miasto Kamakura, które zdobył, kończąc tym samym istnienie siogunatu Kamakura.
Gdy w 1335 roku Takauji Ashikaga wystąpił przeciwko cesarzowi, Nitta pozostał wierny władcy i wspólnie z Masashige Kusunokim toczył walki z buntownikami. W 1336 roku poniósł klęskę w bitwie nad rzeką Minato, zdołał jednak uciec z pola bitwy. Dwa lata później został zaskoczony w drodze przez oddział nieprzyjaciela. Zabito pod nim wierzchowca, który przygniótł go swoim ciężarem. Zgodnie z tradycją, nie mogąc się wydostać, Nitta wyciągnął miecz i uciął sobie sam głowę. Towarzyszący mu samurajowie popełnili rytualnie seppuku wraz ze swoim panem.
Po śmierci postać Nitty stała się symbolem lojalności wobec domu cesarskiego. W miejscu, gdzie zginął, zbudowano świątynię. Za swojego patrona uważały go ugrupowania dążące do obalenia siogunatu Tokugawów w latach 60. XIX wieku oraz nacjonalistyczne stowarzyszenie Kōdō-ha w okresie międzywojennym.